# كوكاتيل
الكَكتيل أو الكُكْتِيل أو الكوكاتيل أو الكوكتيل أو ببغاء الكروان أو الكالوبسيت و هو طائر من فصيلة الببغاوات متوسطة الحجم يستوطن في أستراليا خاصة في المناطق الرطبة وأراضي الأدغال، وله قيمة كبيرة كطائر زينة منزلي أليف، وهذه الببغاوات شهيرة برقة الطباع وأنها اجتماعية، ودودة، هادئة، يسهل تربيتها وهي الآن أصبحت أكثر شعبية من الببغاوات. ولهذا الطائر الجميل عرف من الريش الطويل على قمة رأسه، ينتصب عندما يشعر بالخوف أو حين يثار، بينما يدل العرف المائل قليلا على هدوء الطائر واسترخائه، وأهم صفة به أنه يملك بقع برتقالية على جوانب رأسه وتختلف من الذكر للأنثى وقد تكون غير موجودة في بعض الأنواع فيوجد منه أنواع والوان كثيرة.

## خصائصه
يعتبر الككتيل ببغاء صغير، تتراوح كتلته الطبيعية بين 78 : 125 جرامًا، ولكن بعض الأنواع منه وخاصة Lutino تميل إلى أن تكون كتلتها خفيفة نسبيًا أي تكون بين 78 : 90 جرامًا فقط، وعادة الكتلة الطبيعية تشير إلى الصحة الجيدة.
طول هذا الطائر حوالي 30 سنتيمتراً، وعمره يتراوح بين 15 : 20 عامًا، ولكن معظمها يعيش من 12 : 15 عامًا، والبعض قد يعيش 3 أو 5 أعوام فقط انما ذلك فقليل نسبياً .الحقيقة أنه في التربية المنزلية معظمها يعيش تلك المدة نظراً لعدم الاهتمام، وهناك بعض الحالات النادرة التي عاشت فيها 30 عاما.
تضع الأنثى من 4 الى 7 بيضات، وتكون فترة حضانتها 19 يومًا ثم يفقس البيض ويتعاون الذكر والأنثى في حضانة البيض؛ فالذكر نهارًا، والأنثى ليلاً.

## أنواعه

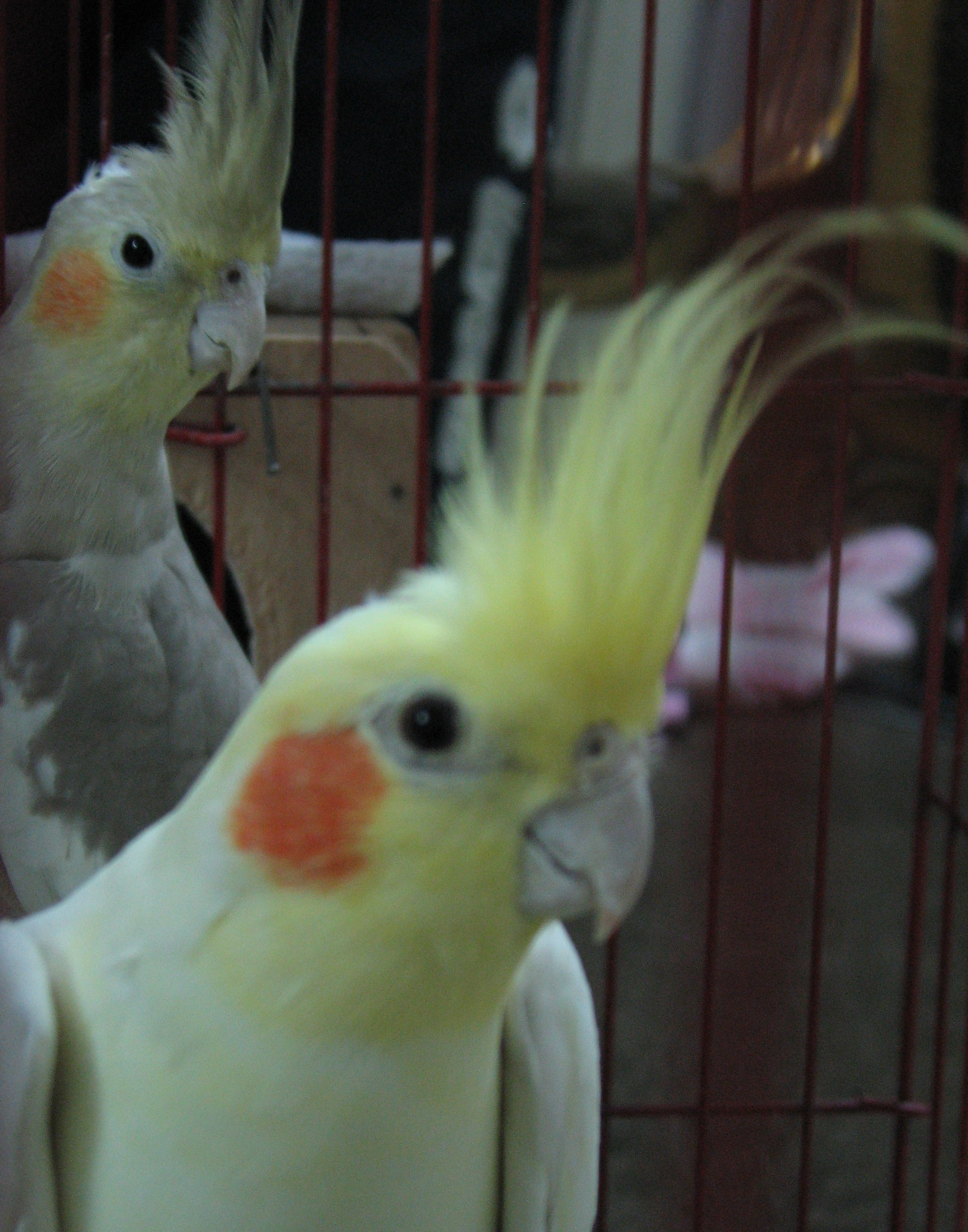
إثنان كوكاتيل الابيض ذكر من نوع لاتينو أما الرمادي أنثى من نوع نورمل.

الاسم العلمي : أنثى كوكاتيل pearl.
الأسم الشائع : أنثى من نوع فراشه.

إن الرمادي العادي هو النوع الأصلي ولكن عادة يحدث للجنين طفرات مما يجعل الككتيل أنواعه كثيرة وهي:
- الرمادي العادي: وهو أصل الككتيل، فيه تكون الذكور ذات لون رمادي ويوجد بعض من الريش الأبيض على جانبي الجناحين ووجهه يكون أصفر فاقع ويوجد بقعة برتقالي فاقع على الأذن، أما الإناث فإنها تكون كثيرة الشبه بالذكور إلا أنها تكون ذات وجه أصفر باهت والبقعة تكون أيضا برتقالية باهتة.
- كوكاتيل اللوتينو: (بالإنجليزية Lutino)، المعظم أصفر، مع أبيض درجته قريبة من الأصفر والخد برتقالي اللون مائل للأحمر.
- Pearl: يكون ريشه مبرقش رمادي وأصفر.
- كوكاتيل رمادي مزركش  pieds: يشبه Lutino ولكن مع بقع رمادي بأي درجة على الجناح .
- Pearly pied: يشبه pearly ولكن مبرقش على الجناح فقط أما باقي أنحاء الجسم فهي صفراء.
- Yellow-cheeks: ذلك النوع يكون من الذكور فقط وهو يشبه Lutino، يملك وجه أصفر وخدود ذهبية.
- Pastel: يكون من الذكور فقط، يشبه Lutino، يملك وجه أصفر وخدود بلون المشمش .
- كوكاتيل قرفي: (بالإنجليزية: {{{1}}})‏ Cinnamon أو كوكاتيل القرفة، هو قريب الشبه جداً بالرمادي العادي ولكن مع بعض المناطق البنية، وقد تسمى ذلك النوع بالقرفة؛ نسبة إلى لون القرفة، وعادة ذكور القرفة تملك وجه أصفر مشرق يعرف بالقناع، وخدود برتقالي مشرقة، ونوع القرفة عادة ذيله يكون مزيج من ألوان الأصفر والأبيض .
- Fallows: يشبه Lutino ولكن لون جسمه شاحب جداً، مليء بألوان القرفة مع الأصفر، ويكون وجهه أصفر، وعيونه حمراء .
- Olive: يشبه Lutino ولكن لون جسمه مائل للأخضر والرمادي .
- كوكاتيل أمهق (ألبينو) _ Albino: نوع نادر، وهو ككل الحيوانات والطيور يحدث للطائر طفرة ؛ فلا تتكون عنده أي أصباغ مما يجعله ذو لون أبيض شاهق ولا يملك أي بقع على أذنه كما أن عيونه تكون حمراء فهو لا يملك أي صبغة .

## كيف تحدد الجنس؟
الذكر من الككتيل عادة يتبختر، ودائمًا يستعرض بجناحيه، ويغرد دائمًا، وهو عادة يغرد أيضًا للناس الذين يربونه، وفي النوع الرمادي العادي يكون أسفل ذيله لونه رمادي غامق سادة، والخد برتقالي فاقع، أما الأنثى فهي هادئة جميلة لا تصدر عادة أي صوت وتكون أكثر عرضة للنقر، وأيضًا تمتاز الأنثى في النوع الرمادي العادي بنقوش صفراء ورمادي في اسفل الذيل، ولون الخد ليس فاقعًا كالذكر، وعادة كلاهما عند الخوف يرتفع عرفه إلى أعلى، ويصدر هسهسة ويمكن كذلك تمييز الذكر من الأنثى من عظمة الحوض حيث نجد أن الأنثى لديها عظمة حوض واسعة خلاف الذكر الذي لديه عظمة حوض أضيق من الأنثى. (كيف تميز بين الذكر والأنثى انظر..)Wayback Machine
يعرض الذكر الخطبة على الأنثى بأن يخفض رأسه لها، ويغرد لها، وأيضًا يقومان بالتنظيف المتبادل.

## الأغذية التي يتغذى عليها
يأكل أغذية كثيرة جداً منها البنفسج الإفريقي والأكاسيا والتين وروزمارى والزعتر وفلارس وبلكم ولب دوار الشمس والخيار والفلفل والذره والبيض المسلوق وقشوره والبقوليات وغيرها.
لا يأكل الككتيل الأفوكادو وأشجار الخوخ والتوت السام والفاصوليا وزهور النرجس والباذنجان وأشجار البلوط وأشجار الكرز والبطاطس والطماطم واللبلاب والياسمين والتبغ وغيرها.

## الصوت
نفس صفات التغريدة لنفس النوع (كل الطفرات الجينية اللونية لها نفس التغريدة)